# 外屏增九
外屏增九，即双鱼座60（60 Psc）是双鱼座的一颗恒星，视星等为+5.99，距离地球约460光年。